# Delphyodontos dacriformes
Il delfiodonto (Delphyodontos dacriformes Lund, 1980) è un enigmatico pesce estinto appartenente agli olocefali, vissuto nel Carbonifero medio (Mississippiano, circa 340 milioni di anni fa). I suoi resti fossili sono stati rinvenuti nel giacimento di Bear Gulch, in Montana.

## Descrizione
L'aspetto di questo animale era decisamente insolito: il corpo era ovale e rigonfio, gli occhi erano grossi e la coda stranamente massiccia e (sembra) sprovvista di qualunque pinna. Non vi sono tracce di pinne nemmeno sul corpo, che invece sembrerebbe rivestito da uno strato di piccoli dentelli acuminati. La bocca era fornita di un becco dotato di robusti denti. Tutti gli esemplari completi noti sono lunghi solo pochi centimetri. In generale, questi piccoli animali dovevano assomigliare vagamente a dei girini.

## Cannibalismo
Si ritiene che i fossili rappresentino esclusivamente feti abortiti o giovani appena nati; i denti aguzzi e resti di materia fecale nei fossili suggerisce che il delfiodonto praticasse il cannibalismo intrauterino, in modo analogo ad alcuni squali odierni (come lo squalo grigio). Dal momento che i feti e i giovani praticavano il cannibalismo, si presume che anche gli adulti fossero carnivori, anche se non è noto di cosa si cibassero.